# 라이언 서터
라이언 서터(영어: Ryan Suter, 1985년 1월 21일~)는 미국의 아이스하키 선수로 포지션은 수비수이다. 현재 내셔널 하키 리그(NHL)의 댈러스 스타스 소속으로 뛰고 있다. 아이스하키 가문인 서터 가의 일원으로 2003년 NHL 드래프트에서 내슈빌 프레더터스의 지명을 받았다. 프레더터스와 미네소타 와일드 소속으로 NHL에 17시즌 동안 활동했고 정규 리그 경기 1000경기 이상 출전했다. 또한 두 팀의 부주장을 맡기도 했다.
국제 대회에는 미국 대표팀 소속으로 활동했으며 올림픽에 2회, 세계 아이스하키 선수권 대회에 5회 참가했다. 그는 2010년 동계 올림픽에서 은메달을 획득한 미국 대표팀의 일원이다.

## 개인사
아버지 밥 서터도 미국 아이스하키 국가대표팀 선수였으며 1980년 동계 올림픽에서 우승하여 빙판 위의 기적을 이뤄냈다. 삼촌인 개리 서터 또한 NHL과 미국 국가대표팀에서 활동했다. 2살 아래 동생인 개럿 서터도 아이스하키 선수로 활동했다.